# Етельвель (король Сассексу)
Етельвель, Еделвелх, Етелвал (давн-англ. Æthelwalh, Aedilualch, Aethelwalch, Aðelwold, Æðelwold, Æðelwald, Ethelwalch; ? —682/683) — король Сассексу в 660—685 роках.

## Життєпис
Був першим історично відомим королем Сассекса з V століття. У 645 році після перемоги Пенди, короля Мерсії, над Кенвалом, королем Вессексу, Етельвеля було призначено елдорменом Сассексу. Останнім залишався вірним Пенді до 648 року, коли того було повалено з трону Вессексу.
Втім Етельвель боровся з Кенвалом за самостійність. Датою сходження на трон (або, можливо, підтвердження незалежності) вважається 660 рік. У 661 році він прийняв християнство. Вульфхер, король Мерсії, та союзник Сассексу став хрещеним батьком Етельвеля, надавши тому долину Меон (в сучасному графстві Гемпшир) і острів Вайт. Етельвель одружився з Ефою (або Еббою), донькою Енфріта, короля Гвікке.
У 681 році в Сассекс прибув єпископ Вільфрід, вигнаний з Нортумбрії, за підтримки Етельвеля хрестив його підданих. Король Сассексу надав Вільфріду землю в Селсі, де той заснував монастир.
У 682 або 683 році на Сассекс напав Кедвалла, король Вессексу. У битві при Саут-Даунсі Етельвель зазнав поразки і загинув. В результаті королівство розпалося: в декількох частинах Кедвалла призначив підкоролів Едвульфа і Еґвальда. Проти них виступили елдормени Бертун і Андгун.